# Menomonie, Wisconsin
Menomonie là một thành phố thuộc quận Dunn, tiểu bang Wisconsin, Hoa Kỳ. Năm 2000, dân số của thành phố này là 14937 người.